# Emmanuel Lubezki
Emmanuel Lubezki Morgenstern (Ciutat de Mèxic, 30 de novembre de 1964) és un director, productor i fotògraf cinematogràfic mexicà. També és conegut per l'àlies Chivo. Va estudiar història i cinematografia a la Universitat Nacional Autònoma de Mèxic (UNAM), al Centro Universitario de Estudios Cinematográficos. Va ser company d'estudis dels també cineastes Alejandro González Iñárritu i Alfonso Cuarón.
Ha guanyat tres premis Oscar a la millor direcció de fotografia (Gravity, Birdman i The Revenant), convertint-se en el primer director de fotografia en guanyar-ne tants de manera consecutiva (2013, 2014 i 2015). Ha obtingut gran reconeixement pels seus últims treballs gràcies per fer servir exteriors i paisatges naturals.
Des de 1995 resideix als Estats Units.

## Biografia
Lubezki va néixer a Ciutat de Mèxic el 1964, a una família d'origen jueu. La seva àvia paterna era una actriu russa que va deixar el país a la revolució russa de 1917. Volia anar als Estats Units, però van acabar a Mèxic. El seu pare va treballar en teatre, cinema i televisió. El seu germà és el guionista i director de cinema Alejandro Lubezki.
Va començar estudiant història a la Universitat de Mèxic. La seva afició inicialment era la fotografia. Sempre portava la seva càmera reflex per tot arreu. El seu gust pel cinema va començar en atendre un cineclub a la capella del Centre Universitari Cultural organitzat per un frare anomenat Julián Pablo, que havia estat amic de Luis Buñuel.
Va començar a gravar curtmetratges i va deixar d'estudiar història per començar a estudiar al Centro Universitario de Estudios Cinematográficos (CUEC) de Ciudad de Mèxic. Hi va conèixer el director Alfonso Cuarón, amb qui aviat va col·laborar. Van realitzar un curtmetratge Vengeance is mine el 1983. Lubezki va ser director de fotografia de la primera pel·lícula d'Alfonso Cuarón, Sólo con tu pareja (1991).
També era company del també director Alejandro González Iñárritu, amb qui no va tenir relació fins que van col·laborar junts per primera vegada.
El 1992, dues de les pel·lícules a les quals havia treballat com a director de fotografia, Solo con tu pareja i Como agua para chocolate, varen ser projectades al Festival Internacional de Cinema de Toronto i Lubezki va començar a rebre trucades d'agents. El 1994 va treballar en una pel·lícula petita dirigida per Ben Stiller, Reality Bites, quan el seu anglès encara no era prou bo. Es va mudar a San Francisco, on va viure tres anys i mig. Només hi va realitzar un anunci per a la televisió, fins que va decidir anar a viure a Los Angeles definitivament. Encara ara treballa en anuncis quan no fa cap pel·lícula.
Actualment, continua fent pel·lícules per a directors com Terrence Malick i els seus companys mexicans Cuarón i Iñárritu. El 28 de febrer de 2016 va fer història en ser el primer director de fotografia en guanyar tres Oscars consecutius per a la mateixa categoria.

## Estil

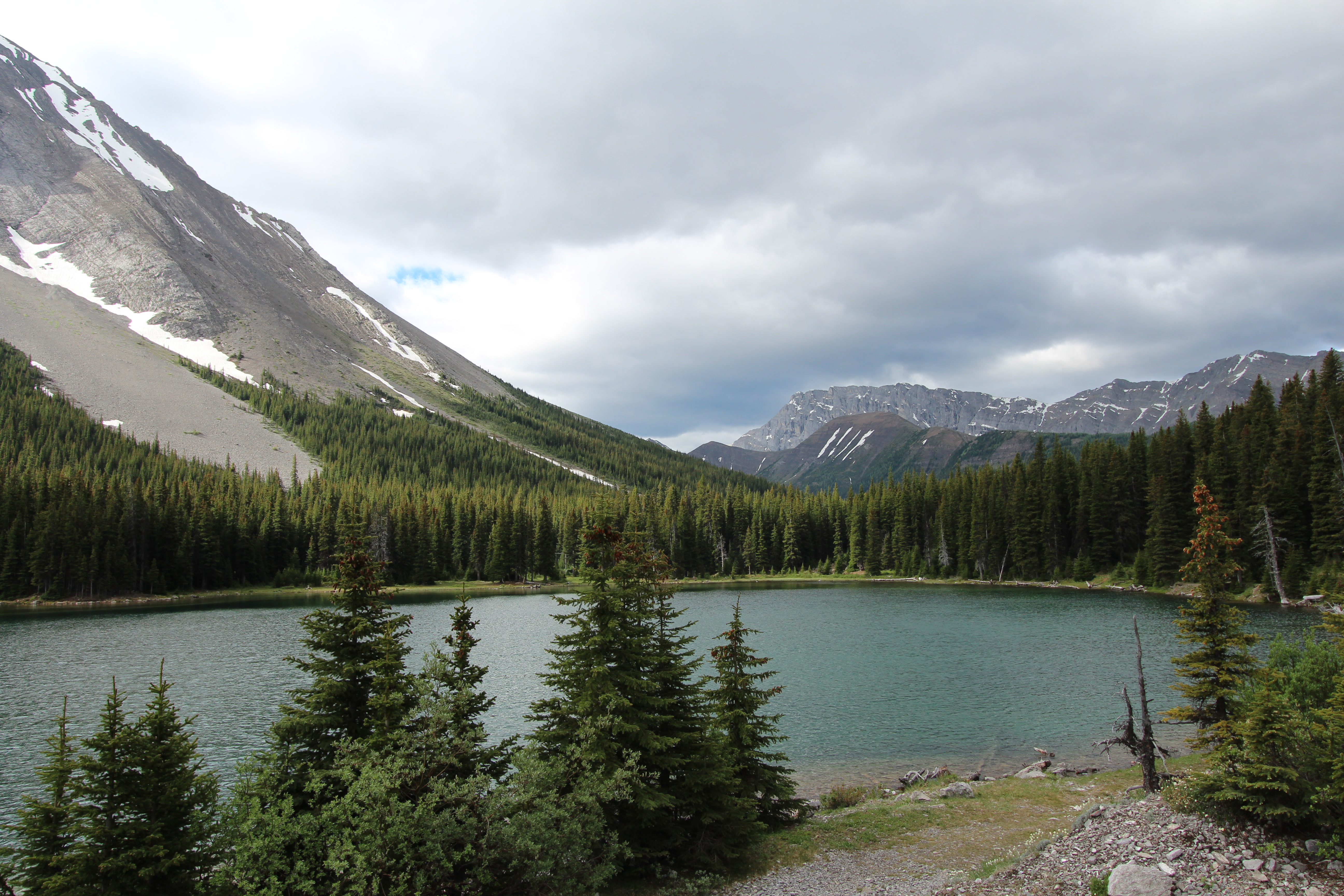
Elbow Lake, Alberta. Ubicació on es van filmar algunes de les seqüències de The Revenant.

El seu estil es caracteritza per una extensa utilització de tràvelings i preses de llarga duració, sovint seguint el moviment dels personatges (Birdman està gravada de manera que fins al final, on hi ha talls visibles, sembli un sol pla seqüència) o presentant i endinsant-se en el paisatge. La seva especialitat són els exteriors, amb plans molt oberts generalment d'entorns naturals com platges i boscos com ara a l'escena final de Gravity, Y tu mamá también, The Revenant, The Tree Of Life, etc.) tot i que també treballa amb espais urbans i en descriure infraestructures detalladament, exemple: Knight Of Cups.
El seu punt fort és la profunditat lumínica i l'ús gairebé obsessiu de llum natural per crear efectes més realistes i acostar-se més al tipus de sensacions que vol transmetre. Paraules seves sobre The Revenant: «Quisimos que los sentimientos y situaciones transpiraran, que se vieran en la pantalla utilizando solo la complejidad infinita de la luz natural. Transportar al espectador a la naturaleza, a bañarse en ella junto a Leonardo DiCaprio».

## Filmografia
| Any  | Pel·lícula                                      | Director                           | Anotació |
| ---- | ----------------------------------------------- | ---------------------------------- | --- |
| 1991 | Sólo Con Tu Pareja                              | Alfonso Cuarón                     | Títol internacional: Love in the Time of Hysteria |
| 1991 | Bandits                                         | Luis Estrada                       | |
| 1992 | Como agua para chocolate                        | Alfonso Aráu                       | Títol internacional: Like Water for Chocolate Premi Ariel a la millor fotografia |
| 1993 | Fallen Angels                                   | Alfonso Cuarón Steven Soderbergh   | Sèrie de televisió: 2 episodis |
| 1993 | Twenty Bucks                                    | Keva Rosenfeld                     | |
| 1993 | Miroslava                                       | Alejandro Pelayo                   | |
| 1993 | La collita (The Harvest)                        | David Marconi                      | |
| 1994 | Ámbar                                           | Luis Estrada                       | |
| 1994 | Reality Bites                                   | Ben Stiller                        | |
| 1995 | A Walk in the Clouds                            | Alfonso Arau                       | |
| 1995 | La princeseta (A Little Princess)               | Alfonso Cuarón                     | Nominat–Oscar a la millor fotografia |
| 1996 | The Birdcage                                    | Mike Nichols                       | |
| 1998 | Meet Joe Black                                  | Martin Brest                       | |
| 1998 | Great Expectations                              | Alfonso Cuarón                     | |
| 1999 | Sleepy Hollow                                   | Tim Burton                         | Premi Boston Society of Film Critics a la millor fotografia Premi Online Film Critics Society a la millor fotografia Premi Satellite a la millor fotografia Nominat–Oscar a la millor fotografia Nominat–Premi ASC for Outstanding Achievement in Cinematography in Theatrical Releases |
| 2000 | Things You Can Tell Just by Looking at Her      | Rodrigo García                     | |
| 2001 | Ali                                             | Michael Mann                       | |
| 2001 | Y Tu Mamá También                               | Alfonso Cuarón                     | |
| 2002 | De Mesmer, con amor o Te para dos               | Salvador Aguirre Alejandro Lubezki | Curt Títol internacional: From Mesmer, With Love or Tea for Two |
| 2003 | The Cat in the Hat                              | Bo Welch                           | |
| 2004 | The Assassination of Richard Nixon              | Niels Mueller                      | També productor associat |
| 2004 | Lemony Snicket's A Series of Unfortunate Events | Brad Silberling                    | Nominat–Premi Satellite a la millor fotografia |
| 2005 | El nou món (The New World)                      | Terrence Malick                    | Nominat–Oscar a la millor fotografia Nominat–Premi Online Film Critics Society a la millor fotografia |
| 2006 | Children of Men                                 | Alfonso Cuarón                     | Premi ASC for Outstanding Achievement in Cinematography in Theatrical Releases Premi Austin Film Critics Association a la millor fotografia Premi Circuit Community Award a la millor fotografia Premi BAFTA a la millor fotografia Premi Los Angeles Film Critics Association a la millor fotografia Premi Online Film Critics Society a la millor fotografia Nominat–Oscar a la millor fotografia |
| 2007 | Chacun son cinéma                               | Alejandro González Iñárritu        | Segment: "Anna" |
| 2008 | Burn After Reading                              | Joel Coen i Ethan Coen             | |
| 2010 | Write the Future                                | Alejandro González Iñárritu        | Anunci de televisió |
| 2011 | The Tree of Life                                | Terrence Malick                    | Premi ASC for Outstanding Achievement in Cinematography in Theatrical Releases Premi Austin Film Critics Association a la millor fotografia Premi Awards Circuit Community a la millor fotografia Premi Boston Society of Film Critics Award a la millor fotografia Premi Broadcast Film Critics Association a la millor fotografia Premi Florida Film Critics Circle a la millor fotografia Premi Houston Film Critics Society a la millor fotografia Premi Los Angeles Film Critics Association a la millor fotografia Premi New York Film Critics Circle a la millor fotografiaPremi New York Film Critics Online a la millor fotografia Premi Online Film Critics Society a la millor fotografia Premi Phoenix Film Critics Society a la millor fotografia Premi San Diego Film Critics Society Award a la millor fotografia Premi St. Louis Gateway Film Critics Association a la millor fotografia Premi Washington D.C. Area Film Critics Association a la millor fotografia Nominat–Oscar a la millor fotografia Nominat–Premi International Online Film Critics' Poll a la millor fotografia Nominat–Satellite Award a la millor fotografia                    |
| 2012 | To the Wonder                                   | Terrence Malick                    | San Diego Film Critics Society Award for Best Cinematography |
| 2013 | Gravity                                         | Alfonso Cuarón                     | Oscar a la millor fotografia Alliance of Women Film Journalists for Best Cinematography Premi ASC for Outstanding Achievement in Cinematography in Theatrical Releases Premi Austin Film Critics Association a la millor fotografia Premi BAFTA a la millor fotografia Premi Boston Society of Film Critics Award a la millor fotografia Premi Broadcast Film Critics Association a la millor fotografia Premi Chicago Film Critics Association a la millor fotografia Premi Florida Film Critics Circle a la millor fotografia Premi Houston Film Critics Society a la millor fotografia Premi International Online Film Critics' Poll a la millor fotografia Premi Los Angeles Film Critics Association a la millor fotografia Premi New York Film Critics Online a la millor fotografia Premi Online Film Critics Society a la millor fotografia Premi San Francisco Film Critics Circle a la millor fotografia Premi Satellite a la millor fotografia Premi St. Louis Gateway Film Critics Association a la millor fotografia Premi Utah Film Critics Association a la millor fotografia Premi Washington D.C. Area Film Critics Association a la millor fotografia |
| 2014 | Birdman or (The Unexpected Virtue of Ignorance) | Alejandro González Iñárritu        | Oscar a la millor fotografiaPremi ASC for Outstanding Achievement in Cinematography in Theatrical Releases Premi BAFTA a la millor fotografia Premi Boston Society of Film Critics Award a la millor fotografia Premi Broadcast Film Critics Association a la millor fotografia Premi Chicago Film Critics Association a la millor fotografia Premi Hollywood Film a la millor fotografia Premi Houston Film Critics Society a la millor fotografia Premi Independent Spirit a la millor fotografia Premi Los Angeles Film Critics Association a la millor fotografia Premi New York Film Critics Online a la millor fotografia Premi St. Louis Gateway Film Critics Association a la millor fotografia Premi Washington D.C. Area Film Critics Association a la millor fotografia Nominat–Premi Satellite Award a la millor fotografia |
| 2015 | Last Days in the Desert                         | Rodrigo García                     | |
| 2015 | Knight of Cups                                  | Terrence Malick                    | |
| 2015 | The Revenant                                    | Alejandro González Iñárritu        | Oscar a la millor fotografiaPremi ASC for Outstanding Achievement in Cinematography in Theatrical Releases Premi BAFTA a la millor fotografia Premi Critics' Choice Movie a la millor fotografia Premi Film Arts Movie a la millor fotografia Premi Dallas-Fort Worth Film Critics a la millor fotografia Premi North Texas Film Critics Association a la millor fotografia Premi St. Louis Gateway Film Critics Association a la millor fotografia Premi Washington D.C. Area Film Critics Associationa la millor fotografia Nominat–Premi Alliance of Women Film Journalists a la millor fotografia Nominat–Premi San Francisco Film Critics Circle a la millor fotografia Nominat–Premi Satellite Awarda la millor fotografia |
| 2016 | Weightless                                      | Terrence Malick                    | |

### Premis de la indústria

#### Oscar a la millor fotografia
- 1995: A Little Princess (nominat)
- 1999: Sleepy Hollow (nominat)
- 2005: The New World (nominat)
- 2006: Children of Men (nominat)
- 2011: The Tree of Life (nominat)
- 2013: Gravity (guanyador)
- 2014: Birdman (guanyador)
- 2015: The Revenant (guanyador)

#### BAFTA a la millor fotografia
- 2006: Children of Men (guanyador)
- 2013: Gravity (guanyador)
- 2014: Birdman (guanyador)
- 2015: The Revenant (guanyador)